# Cyobius cheyi
Cyobius cheyi là một loài bọ cánh cứng trong họ Bọ hung (Scarabaeidae).